# Außerordentliche Wahl zum Senat der Vereinigten Staaten in Mississippi 2018
Die außerordentliche Wahl des Senatssitzes der Klasse II im US-Bundesstaat Mississippi fand am 6. November 2018 statt und wurde in einer Stichwahl am 27. November 2018 entschieden.
Cindy Hyde-Smith gewann die Wahl und ist damit eine von zwei Senatoren im Senat der Vereinigten Staaten für Mississippi.

## Hintergrund
Mississippis Senatssitz der Klasse II wurde bei der Wahl des US-Senats 2014 von Thad Cochran gewonnen und ihm bis zum Jahr 2021 übertragen. Da Cochran am 1. April 2018 aufgrund von Gesundheitsproblemen zurücktrat, war eine Neubesetzung notwendig.
Der republikanische Gouverneur, Phil Bryant, ernannte bis zur außerordentlichen Wahl eines Nachfolgers die Republikanerin Cindy Hyde-Smith zur Nachfolgerin im US-Senat.

## Ergebnis
Bei der Sonderwahl („special election“) am 6. November 2018 entfielen 41,2 % auf die republikanische Amtsinhaberin Cindy Hyde-Smith, 40,9 % auf den demokratischen Herausforderer Mike Espy und 16,4 % auf den republikanischen Herausforderer Chris McDaniel.
Bei der Stichwahl am 27. November gewann Hyde-Smith mit 53,6 %.